# Кравец, Андрей Витальевич
Андрей Витальевич Кравец (род. 2 мая 1973, Комсомольск, Полтавская область, Украинская ССР, СССР) — украинский политик, член Партии регионов; глава ГУД (25 февраля 2010 — 26 февраля 2014)

## Биография
Родился 2 мая 1973 в городе Комсомольск, Полтавская область.

## Образование
Украинский государственный морской технический университет (1996), «Экономика и управление в машиностроении», инженер-экономист.

## Деятельность
Народный депутат Украины 6-го созыва с ноября 2007 до марта 2010 от Партии регионов, № 124 в списке. На время выборов: заместитель Министра Кабинета Министров Украины, член ПР. Член фракции Партии регионов (с ноября 2007). Член Комитета по вопросам Регламента, депутатской этики и обеспечения деятельности Верховной Рады Украины (с декабря 2007). Сложил депутатские полномочия 12 марта 2010.
1990—1993 — ученик электрослесаря, электрослесарь по ремонту горного оборудования Днепровского рудоуправления Полтавского ГОКа.
1993—1995 — инженер по снабжению кооператива «Надежный».
1995—1998 — коммерческий директор ЧП «Фирма Ната».
1998—2003 — директор ООО ТПФ «Юная».
2003—2004 — заместитель генерального директора ООО «Броварской домостроительный комбинат Меркурий».
2004 — август 2006 — генеральный директор ООО "Строительная компания «Укрстройинвест», по совместительству — генеральный директор ООО «Киноцентр Звёздный».
Август 2006 — ноябрь 2007 — заместитель Министра Кабинета Министров Украины.
Был заместителем председателя Партии регионов (с апреля 2008).

## Собственность
Обладает государственной дачей стоимостью в несколько миллионов долларов в комплексе государственных дач «Пуща-Водица».